# Karl Viktor von Wilsdorf

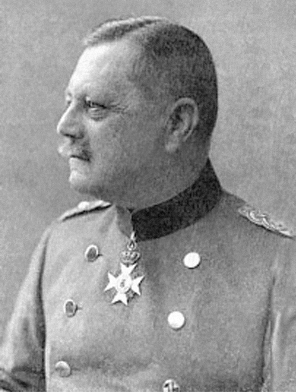
Karl Viktor von Wilsdorf

Karl Viktor von Wildsorf (18 de enero de 1857, en Großhartmannsdorf, Sajonia - 23 de marzo de 1920, en Dresde, República de Weimar) fue un General de Infantería alemán que sirvió como Ministro de Guerra del Reino de Sajonia durante la I Guerra Mundial.

## Biografía
Karl Viktor von Wildsorf nació en una pequeña localidad al sur de Sajonia, cerca de la frontera bohemia. Después de superar el examen Abitur en el König-Albert-Gymnasium en Freiberg, se alistó en el Ejército Real Sajón en 1875 como voluntario durante un año. Después de unos 14 años de servicio en su regimiento original, el Regimiento de Fusileros "Prinz Georg" N.º 108, Wilsdorf fue promovido a líder de una compañía en el 2.º Batallón Jäger del Ejército Real Sajón, y su carrera militar estaba en marcha. Después de su periodo como comandante de batallón, Wilsdorf fue transferido a Dresde para reemplazar a Otto von Tettenborn como Comandante del Cuerpo de Cadetes Sajón. Después se trasladó al Ministerio de Guerra Sajón para servir como jefe del Departamento de Personal durante los siguientes siete años, pasando al estatus de reserva activa aproximadamente un año antes del estallido de la Gran Guerra.
Cuando se inició la Guerra, von Wilsdorf fue reactivado para funcionar como Jefe de Estado Mayor del General Georg von Schweinitz, quien había sido nombrado comandante general en funciones del XIX Cuerpo de Ejército en Leipzig. Un mes más tarde, se halló de regreso en Dresde sirviendo como Ministro de Guerra como reemplazo provisional de Adolph von Carlowitz. Cuando quedó claro después de aproximadamente un año que von Carlowitz permanecería en el frente, el General von Wilsdorf se instaló permanentemente como Ministro de Guerra Sajón en octubre de 1915 a instancias de Federico Augusto III y permaneció en ese puesto por el resto del conflicto. Pasó al retiro tras el Armisticio de noviembre de 1918 y murió en Dresde en 1920.

## Rangos militares
| Rango                 | Fecha                    |
| --------------------- | ------------------------ |
| Teniente segundo      | 23 de febrero de 1877    |
| Teniente              | 18 de diciembre de 1883  |
| Capitán               | 13 de diciembre de 1889  |
| Mayor                 | 26 de marzo de 1899      |
| Teniente Coronel      | 21 de marzo de 1904      |
| Coronel               | 23 de noviembre de 1906  |
| Mayor general         | 11 de septiembre de 1910 |
| Teniente general      | 10 de septiembre de 1914 |
| General de Infantería | 11 de febrero de 1918    |